# بيريس سيليدون (كانتون)
بيريس سيليدون (بالإسبانية: Pérez Zeledón)‏ و هو اسم الكانتون التاسع عشر لمحافظة سان خوسيه في كوستاريكا. تقع في منطقة برونكا. و يغطي الكانتون مساحة 1,905.51 كم مربع.
مما يجعلها سابع أكبر كانتون من بين 81 كانتون في كوستاريكا، و يقدر عدد سكانها بحوالي 134,534 نسمة حسب إحصائية 2011.
المدينة الرئيسة للكانتون تدعى سان إيسيدرو.
أسست حدود الكانتون مجموعة من الأنهار، نهر سافارغيه من الجنوب الغربي، ونهر غوابو ومجموعة من السلاسل الجبلية الساحلية في الجنوب الغربي والجنوب، وقمم المرتفعات الجبلية كورديجا دي تلمنكا في الشرق، وفي قلب الكانتون النهر العام أو خينيرال، والذي أعطى مدينة سان إيسيدرو دي إل خينيرال" اسمها. و يوجد في الشمال مجموعة من الوديان الجميلة.
تم تأسيس الكانتون في 9 تشرين الأول 1931، ة كان له أربع مقاطعات وهي : أورينيا (المدينة الرئيسة)، إل خينيرال، دانيل فلوريس، ريفاس.

## المقاطعات
يقسم كانتون بيريس سيليدون إلى 11 مقاطعة وهي :
1. سان إيسيدرو دي إل خينيرال
2. خينيرال
3. دانيل فلوريس
4. ريفاس
5. سان بيدرو
6. بلاتاناريس
7. بيخياجيه
8. كاخون
9. بارو
10. ريو نويفو
11. بارَمو